# Закон незамінності фундаментальних факторів
Зако́н незамі́нності фундамента́льних фа́кторів — екологічний закон, сформульований у 1949 році радянським ґрунтознавцем В. Р. Вільямсом, згідно з яким цілковита відсутність в навколишньому середовищі фундаментальних екологічних (фізіологічних) факторів (світло, вода, СО2, поживні речовини) не може бути замінена (компенсована) іншими факторами.